# Soběslav II.
Soběslav II., imenovan knez kmetov (princeps rusticorum) ali kralj kmetov, je bil od leta 1173 do 1178 vojvoda Češke, * okoli 1128, † 9.   ali  29. januar 1180. 
Bil je drugi sin vojvode Soběslava I. Podpiral ga ni niti cesar niti češko plemstvo, ampak samo najnižji sloji prebivalstva.

## Življenje
Leta 1172 je vojvoda Vladislav II. odstopil v korist svojega sina Bedřiha. Friderik I. Barbarossa, cesar Svetega rimskega cesarstva, je septembra 1173 sklical skupščino v Hermsdorfu in Bedřiha odstavil. Na njegovo mesto je imenoval  Oldřiha, sina Soběslava I. Oldřih je takoj po imenovanju odstopil v korist svojega starejšega brata Soběslava II.,  ki je bil že od leta 1161 v ječi.
Soběslav je leta 1175 napadel avstrijskega vojvodo Henrika II. Poleti 1176 je njegova  vojska pod poveljstvom Konrada II. Otona Znojmskega opustošila Avstrijo  severno od Donave. Ker so napadali tudi cerkve in samostane, je papež Aleksander III. Soběslava izobčil.  Leta 1177 je posredoval cesar Friderik Barbarossa in za vojvodo imenoval Bedřiha.  Soběslav  je bil leta 1179 odstavljen in 29. januarja 1180 umrl v »nekem delu tuje dežele« brez naslednikov iz zveze z Elizabeto († 1209), hčerko poljskega vojvode Mješka III.